# 長鰭鮟鱇
長鰭鮟鱇（学名：Lophius gastrophysus），為輻鰭魚綱鮟鱇目鮟鱇亞目鮟鱇科的其中一種，分布於西大西洋區，從美國北卡羅萊納州至阿根廷海域，棲息深度40-700公尺，體長可達60公分，生活在沙泥底質海域，為深海底棲性魚類，屬肉食性，以魚類為食，可做為食用魚。

## 擴展閱讀
維基物種上的相關：長鰭鮟鱇